# Raymond Wagner
Raymond Wagner (Dudelange, 10 novembre 1921 – Lullange, 24 settembre 1997) è stato un calciatore lussemburghese, di ruolo centrocampista.

## Carriera

### Club
Ha sempre giocato nel campionato lussemburghese.

### Nazionale
Ha rappresentato la Nazionale del suo paese alle Olimpiadi del 1948.